# Синклитикия Негранская
Синклитикия Негранская — святая мученица Синклитикия и две её дочери, пострадавшие вместе с тысячами жителей города Негран от правителя (царя) южноаравийского государства Химьяр  Нуваса Юсуфа Асара Ясара (Масрука, Дунаана) в 523 году.
Родилась в знатной семье. Рано став вдовой, посвятила себя христианскому воспитанию дочерей, вела целомудренную и добродетельную жизнь. Дунаан, иудей, узурпировавший царскую власть в 520-х годах, замыслил уничтожить христиан в своей стране и начал на них гонение.
Вызвав святую Синклитикию с дочерьми к себе, пытался убедить её оставить «безумие» и обещал за это взять в свиту своей жены, на что та ответила отказом. Тогда правитель приказал водить Синклитикию и её дочерей по городу, как преступниц. Женщины, видя поношение святой, плакали, а она говорила им, что этот «позор» для неё дороже всякой земной почести.
Мученицу опять привели к Дунаану, и он сказал: «Хочешь остаться живой, отрекись от Христа». «Если я отрекусь, кто тогда избавит меня от вечной смерти?» — ответила святая. Разгневанный мучитель повелел сначала обезглавить за веру дочерей Синклитикии (старшей из них было 12 лет) и их кровью напоить её, а потом отсечь мечом голову матери.
Память — 6 ноября (24 октября (старый стиль)).